# Ngọc Hạ
Ngọc Hạ (* 23. Dezember 1980 in Hội An als Nguyễn Kim Tuyến) ist eine US-amerikanische Sängerin vietnamesischer Herkunft.

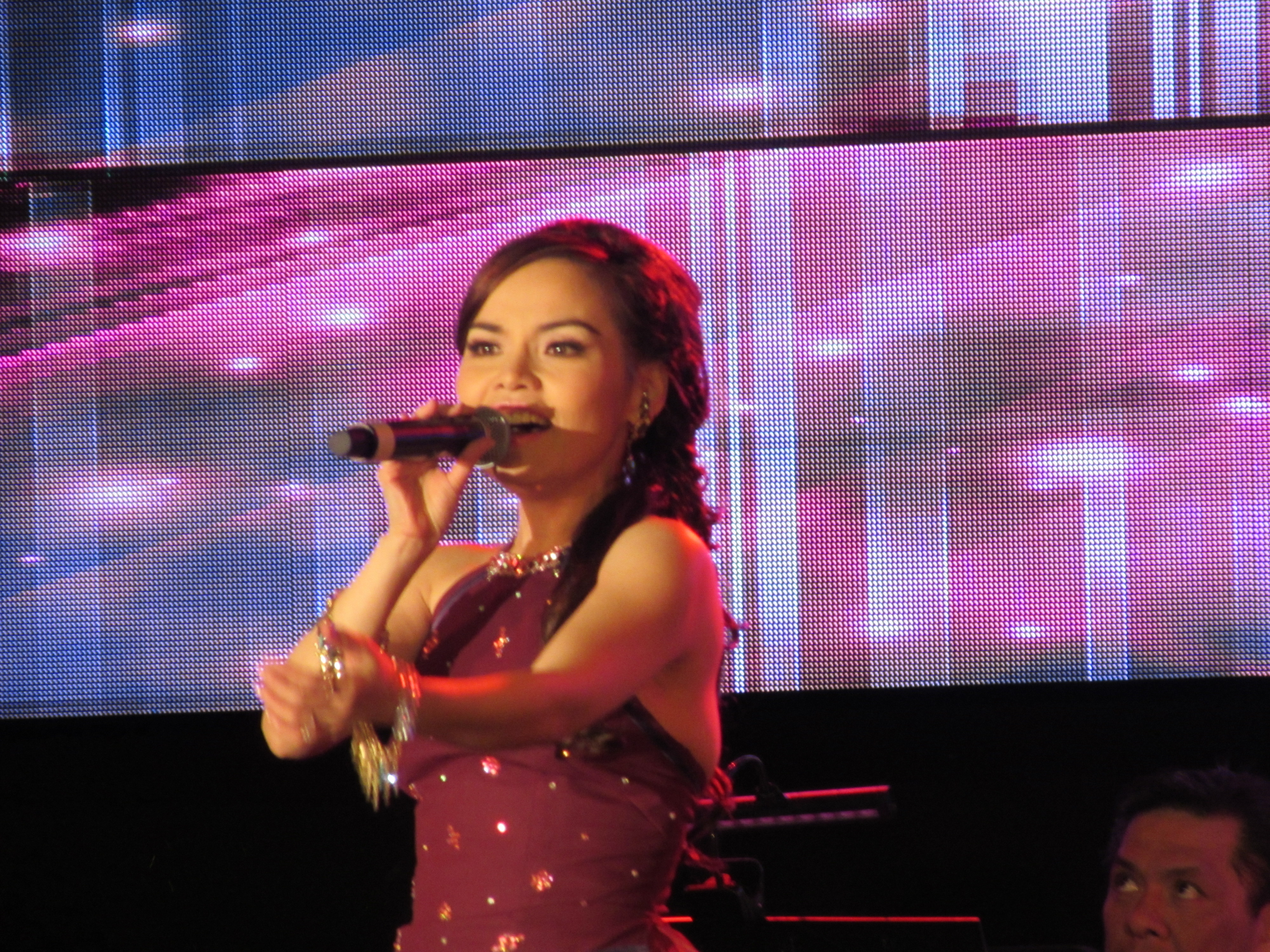
Ngọc Hạ in 2015

## Leben
Ngọc Hạ wurde 1980 als jüngstes von sieben Kindern einer vietnamesischen Arbeiterfamilie geboren. Im Jahr 1986 siedelte die Familie in die Provinz Đồng Nai über. Einige Zeit später ging Ngọc Hạ nach Ho-Chi-Minh-Stadt (Saigon), um Gesang zu studieren. Im März 2000 zog sie nach San Francisco (USA), lebt aber heute in San José.
Bekannt wurde Ngọc Hạ im Jahr 2002 als Teilnehmerin der vietnamesischen Musicalshow Paris by Night. Im Jahr 2006 entschloss sich Ngọc Hạ zu einer Solokarriere. Sie interpretiert nhạc tiền chiến, ein vietnamesischer Stil der Musik.

## Diskografie

### CD und DVD
- Khắc khoải, Buồn tàn thu, với Trần Thái Hòa, (TNCD282), 2002
- Không thể và có thể (TNCD295), 2003
- Tình hoài hương (TNCD320), 2004
- Em vẫn như ngày xưa (TNCD355), 2005
- Nước mắt mùa thu (AsiaCD230), 2006
- Suối mơ (AsiaCD254), 2008
- Màu thời gian, 2011
- DVD The best of Ngọc Hạ
- Ngày xưa Hoàng Thị, 2013